# Noura
Noura is een plaats (freguesia) in de Portugese gemeente Murça en telt 647 inwoners (2001).